# کارولوود ویلیج (فلوریدا)
کارولوود ویلیج (به انگلیسی: Carrollwood Village) یک منطقهٔ مسکونی در ایالات متحده آمریکا است که در شهرستان هیلزبرو، فلوریدا واقع شده‌است. کارولوود ویلیج ۳۰٫۳ کیلومتر مربع مساحت دارد.